# Maksencjusz (opat z Poitou)
Maksencjusz, opat z Poitou (ur. ok. 445 w Agde, zm. 26 czerwca ok. 515) – opat i rekluz, święty Kościoła katolickiego.
Był następcą opata Agapita w Poitou. Świadczył o nim Grzegorz z Tours. Klasztor, w którym pochowano św. Maksencjusza (na północ od Poitiers), przybrał nazwę Cellula sancti Maxentii.
Jego wspomnienie liturgiczne obchodzone jest w dies natalis (26 czerwca).